# Émile Legouis

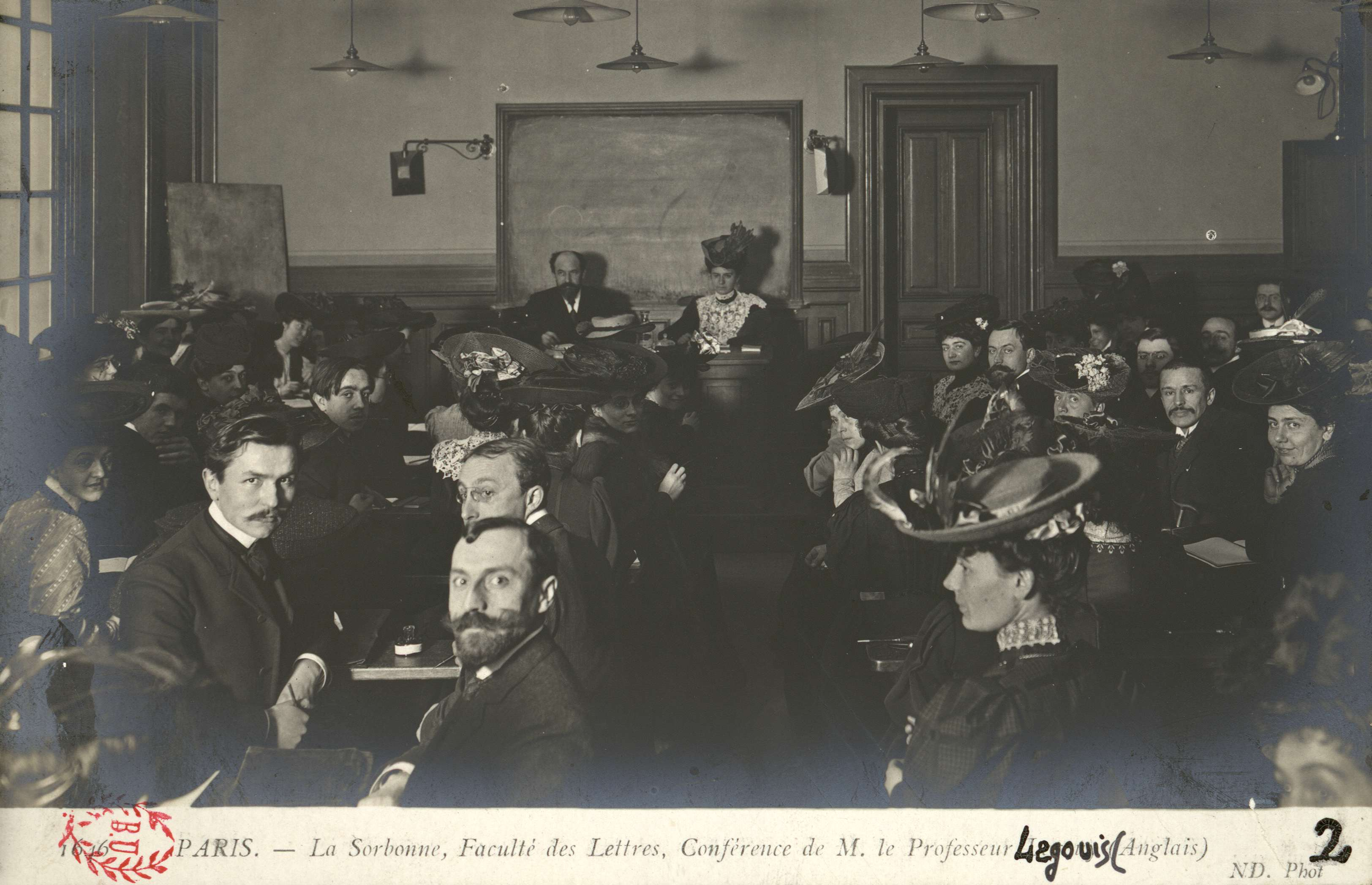
Vortrag von Emile Legouis an der Sorbonne

Émile Hyacinthe Legouis (* 31. Oktober 1861 in Honfleur, Normandie; † 10. Oktober 1937 in Dijon) war ein französischer Literaturwissenschaftler, Übersetzer und Anglist.
Legouis war der Sohn eines Textilkaufmanns und lehrte nach einem Jahr als Lehrer am Collège d’Avranches ab 1885 als Agrégé für Englisch und später Professor an der Universität Lyon. 1904 bis 1932 war er Professor für Englische Sprache und Literatur an der Sorbonne. Er war einer der bedeutendsten französischen Anglisten, Begründer einer französischen Anglisten-Schule und Verfasser einer Geschichte der englischen Literatur mit Louis Cazamian (1877–1965), wovon er den ersten Band bis 1660 verfasste und die lange als Standardwerk galt. Er interessierte sich weniger für Literaturtheorie, sondern konzentrierte sich – so Rene Wellek (Geschichte der Literaturkritik, Band 3) – auf Interpretationen und den Geist des Dichters. Er befasste sich unter anderem mit William Wordsworth (beginnend 1896 mit einer Studie zu The Prelude, in La Jeunesse de Wordsworth), Geoffrey Chaucer und Edmund Spenser. In seiner Defense de la litterature francaise a l´usage des lecteurs anglais von 1912 wendet er sich gegen die seiner Meinung nach stattfindende Unterschätzung der französischen Literatur bei den Engländern. Bei der Beurteilung englischer Literatur legt er auch französische Maßstäbe an, wenn er zum Beispiel in Chaucer französische Heiterkeit in der Nachfolge der Troubadours zu erkennen glaubt oder Shakespeare (von dem er 1899 in Paris eine Auswahl herausgab) wegen Maßlosigkeit und übertriebenen Lyrismus kritisiert.
Er gab auch eine französische Übersetzung der Canterbury Tales von Chaucer heraus (1908) und 1928 eine Anthologie mit Übersetzungen von Wordsworth ins Französische.
Zu seinen Schülern zählt Caroline Spurgeon. 1924 wurde er zum korrespondierenden Mitglied der British Academy gewählt.

## Schriften
- La Jeunesse de Wordsworth, 1896 (englische Übersetzung Early Life of William Wordsworth, London, Dent 1897, Reprint 1971), Online
- William Wordsworth and Annette Vallon, 1922, Hamden (Connecticut), Archon Books 1967, Online
- Wordsworth in a new light, Harvard University Press, Oxford University Press 1923, Norwood Editions 1977
- mit Louis Cazamian: Histoire de la littérature anglaise, Band 1 (bis 1660), 1924, englische Übersetzung: History of English literature, Band 1 (The Middle Ages and the Renascence (650-1660)), New York, Macmillan 1964,  London, Dent 1971
- Spenser, London, 1923, englische Übersetzung: New York 1926, Norwood Editions 1976
- Geoffrey Chaucer, Paris 1910, englische Übersetzung London, Dent, New York, Dutton 1913, New York, Russell and Russell 1961, Online
- Short history of English literature, Oxford University Press 1934